# Наїск

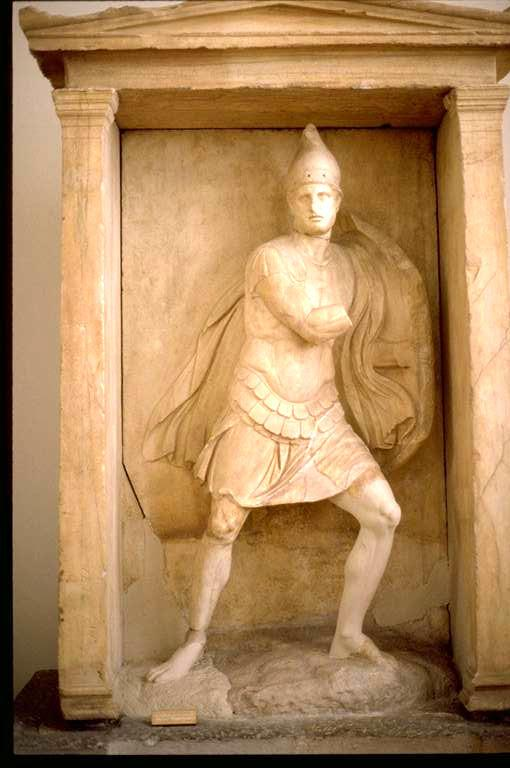
Наїск заможного афінянина в образі воїна, Керамікос. Близько 320 до н. е.

Наї́ск (лат. naïskos, грец. ναϊσκος) — невеликий храм у класичному стилі з колонами або пілонами і трикутним фронтоном.
Наїск часто зустрічається як художній елемент храмів, наприклад, в Егірі або Дідимі, в архітектурі малих форм на давньогрецьких цвинтарях як надгробні рельєфи або ніші, як, наприклад, на кладовищі Керамік в Афінах і на наїскових вазах в розписі ваз. Усередині наїску зазвичай зображувався покійний. У Луврі представлені скульптурні зображення наїсків з теракоти, створені на сповнення обітниці, і такі, які слугували як домашні святилища. Зображення наїску завжди має релігійне забарвлення в похоронних ритуалах стародавніх греків.
У стародавніх римлян існувало аналогічне поняття — едикула, яке однак, не збігається повністю з наїском. На відміну від наїску, едикула в давньоримських тріумфальних арках виконувала представницьку функцію.